# Аббасов, Намиг Рашид оглы
Нами́г Раши́д оглы́ Абба́сов (азерб. Namiq Rəşid oğlu Abbasov; 22 февраля 1940, Ордубад, Нахичеванская АССР — 27 марта 2024) — азербайджанский государственный деятель. Министр национальной безопасности Азербайджана (1995—2004), генерал-полковник. Чрезвычайный и полномочный посол Азербайджана в Узбекистане (2004—2012).

## Биография
Намиг Аббасов родился 22 февраля 1940 года в Ордубаде. В 1962 году окончил факультет журналистики Азербайджанского государственного университета.
C 1962 по 1976 год являлся заведующим отделом, ответственным секретарём, заместителем директора, директором газеты «Апшерон».
С 1970 года перешёл на партийную работу. Являлся заведующим отделом, 2 секретарём Апшеронского районного комитета КП Азербайджанской ССР.
С 1977 года — в органах государственной безопасности. В 1979 году окончил двухгодичные курсы подготовки руководящего состава при Высшей школе КГБ СССР. Заместитель начальника 2-го отдела (контрразведка) КГБ Азербайджанской ССР (1979—1982). Начальник 2-го отдела КГБ Азербайджанской ССР (1982—1984). Заместитель председателя КГБ Азербайджанской ССР по кадрам — начальник отдела кадров (1984—1986).
Заместитель председателя КГБ Азербайджанской ССР (1986—1988).
В 1992—1994 годах — заместитель, первый заместитель министра национальной безопасности Азербайджана.
15 мая 1994 года присвоено звание генерал-майора.
С октября 1994 года — и. о. Министра национальной безопасности Азербайджана.
Министр национальной безопасности Азербайджана (22 марта 1995 — 23 июля 2004). Генерал-лейтенант с 25 декабря 1995.
Ушёл с должности. 27 октября 1998 года вновь возглавил министерство национальной безопасности.
15 января 2002 года присвоено звание генерал-полковника.
16 декабря 2004 года присвоен ранг чрезвычайного и полномочного посла.
Посол Азербайджана в Узбекистане (16 декабря 2004 — 31 октября 2012).
Скончался 27 марта 2024 года в возрасте 84 лет.